# Ácido mandélico
El ácido mandélico es un hidrocarburo aromático cuya fórmula química es C8H8O3. Es blanco, cristalino y es parcialmente soluble en agua y totalmente en disolventes orgánicos como el isopropanol y etanol. Su temperatura de fusión es de 130 °C. Se oscurece por efecto de la luz solar y posee funciones bacteriostáticas.

## Descubrimiento y nomenclatura

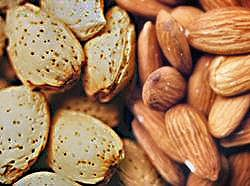
El ácido mandélico fue descubierto en las almendras

El ácido mandélico fue descubierto al calentar un extracto de almendras amargas diluido en ácido clorhídrico. El nombre deriva de la palabra alemana "Mandel", que significa "Almendra".

## Química
El ácido mandélico es un isómero del ácido cresotínico y del ácido oxymethielbenzónico. Los derivados del ácido mandélico son formados como el resultado del metabolismo de la adrenalina y noradrenalina mediante las enzimas Monoamino oxidasa y Transferasa.
Como la molécula posee un átomo de carbono quiral, este ácido tiene dos formas ópticamente activas. La mezcla racémica de las dos formas es conocido como Ácido paramandélico.

## Aplicaciones
El ácido mandélico, como buen alfa-hidroxiácido (se trata del ácido alfafenilhidroxiacético), posee numerosas aplicaciones en la industria cosmética, siendo de especial interés en el tratamiento de imperfecciones de la piel como el acné o la hiperpigmentación. El fundamento de su actividad antienvejecimiento, puesto que disminuye la profundidad de las arrugas y, por tanto, proporciona a la piel un aspecto más juvenil, es que posee una actividad humectante y exfoliativa, lo que favorece la eliminación de las capas superficiales de queratinocitos de la epidermis, lo cual a su vez activa la regeneración de dicho epitelio.
Como fármaco, se emplea en los tratamientos de infecciones del tracto urinario puesto que se excreta bien por la orina; esta actividad se debe a su naturaleza bacteriostática.
En usos farmacéuticos, se requiere la separación de la mezcla racémica habitual en que se presenta el compuesto; debido a que posee un carbono asimétrico, posee dos enantiómeros, uno dextrógiro y otro levógiro. Dicho carácter afecta a su función biológica, lo cual es de especial interés si se emplea como fármaco.
La cianhidrina procedente del benzaldehído se denomina mandelonitrilo. Descubierto en el miriápodo Apheloria corrugata, en el cual desempeña un papel defensivo puesto que, ante un ataque, responde enzimáticamente disociándose en cianuro de hidrógeno, muy venenoso.
La amigdalina, otro derivado del ácido mandélico, fue empleada como un medicamento contra el cáncer, aunque carece de la selectividad necesaria para sólo afectar sólo a las células malignas.